# Otevřené Rusko
Otevřené Rusko je ruská opoziční politická organizace. V roce 2001 ji založil podnikatel Michail Chodorkovskij, podle nějž má v Rusku podporovat demokracii a lidská práva.
V roce 2017 tuto organizaci dozorový úřad Roskomnadzor označil za nežádoucí.

## Historie

### 2001
V roce 2001 založil Chodorskovskij Otevřené Rusko jako charitativní organizaci. Členem jejího výboru byl např. bývalý americký ministr zahraničí Henry Kissinger nebo britský investiční bankéř Jacob Rothschild.
V roce 2003 byl Chodorkovskij zatčen a ve vedení ho nahradil podnikatel Leonid Nevzlin. V roce 2005 mělo Otevřené Rusko 23 poboček. V roce 2006 ukončilo svou činnost poté, co ruské úřady zmrazily jeho bankovní účty.

### 2014
V prosinci 2013 byl Chodorkovskij propuštěn z vězení. V září 2014 Otevřené Rusko obnovilo svou činnost. Klíčovými oblastmi jeho zájmu jsou nezávislá média, politické vzdělávání, právní stát a podpora politických vězňů.
Hnutí úřady v roce 2017 označily za „nežádoucí“ a zakázaly mu tak prakticky jeho činnost. V prosinci 2017 úřad Roskomnadzor hnutí zablokoval webové stránky. Hnutí přesto pokračovalo jako stejnojmenný, jiný právní subjekt, ve své činnosti.

### 2021
Rusko začalo v květnu 2021, před parlamentními volbami, tvrdě potlačovat aktivity kritické vůči Kremlu. Součástí tohoto tažení byl i návrh zákona zakazujícího být zvolen poslancem pro členy organizací, které byly prohlášeny režimem jako extremistické či teroristické. Návrh byl zaměřen především proti hnutí kolem uvězněného opozičníka Alexeje Navalného, které dokázalo zorganizovat v Rusku sérii protestů. Tomuto hnutí vyjádřilo podporu i hnutí Otevřené Rusko. V květnu 2021 Otevřené Rusko oznámilo v důsledku nového návrhu zákona ukončení činnosti z důvodu hrozby trestního stíhání a uvěznění jeho členů. Jen dva dny na to, 31. května, ruská tajná služba FSB zatkla těsně před odletem do Varšavy bývalého ředitele Otevřeného Ruska Andreje Pivovarova kvůli spolupráci s tzv. nežádoucí organizací. Následující den proběhly razie také u lidí spojených s opozičním bývalým poslancem Dmitrijem Gudkovem – v bývalé kanceláři jeho otce Gennadije Gudkova, u bývalého spolupracovníka Alexandra Solovjova a u manažera jeho kampaně Vitalije Venediktova.